# 布鲁尼亚托
布鲁尼亚托（義大利語：Brugnato），是意大利拉斯佩齐亚省的一个市镇。总面积11.96平方公里，人口1271人，人口密度106.3人/平方公里（2009年）。ISTAT代码为011007。